# Rio Balomir (Jiu)
O Rio Balomir é um rio da Romênia afluente do rio Jiul de Vest, localizado no distrito de Hunedoara.